# Lasse Nilsson
Lars "Lasse" Nilsson (født 3. januar 1982) er en svensk fodboldspiller og spiller til dagligt i svenske Norrby IF. Han har desuden spillet to kampe for det svenske landshold.
Han er 180 cm høj og vejer 71 kilo-. Hans placering på banen er angriber, og han spiller p.t. i nummer 9. Tidligere har han spillet i IK Brage, IF Elfsborg, SC Heerenveen, Aalborg Boldspilklub, AS Saint-Étienne og Vitesse Arnhem.

## Titler

### Klub
AaB
- Superligaen (1): 2007-08